# UBC St. Pölten
L'UBC Sankt Pölten est un club autrichien de basket-ball appartenant à la A Bundesliga, soit le plus haut niveau du championnat autrichien. Le club est basé dans la ville de Sankt Pölten.

## Palmarès
- Champion d'Autriche : 1993, 1995, 1996, 1997, 1998, 1999
- Vainqueur de la Coupe d'Autriche : 1994, 1996, 1998

## Entraîneurs successifs
- Depuis ? : Miodrag Radomirovic

## Joueurs célèbres ou marquants
- Nedeljko Asceric